# Bad Religion (Brazen Abbot)
Bad Religion è il terzo album della hard rock band Brazen Abbot, pubblicato nel 1997.
ll disco vede ancora in formazione tre ex componenti degli Europe: Mic Michaeli, Ian Haugland e John Levén e per la seconda volta il celebre Joe Lynn Turner alla voce su alcuni brani.

## Tracce
1. The Whole World's Crazy
2. Nightmares
3. Two of a Kind
4. I Will Rise Again
5. Day of the Eagle
6. We Don't Talk Anymore
7. Wings of a Dream
8. Bad Religion
9. Father to Child
10. Love Is on Our Side
11. Empire of the Sun

## Formazione
Gruppo
- Nikolo Kocev - chitarra, violino, pianoforte tastiera, percussioni
- Ian Haugland - batteria
- Mic Michaeli - organo
- John Levén - basso

Altri musicisti
- Joe Lynn Turner - voce (tracce 1, 4, 7, 10)
- Göran Edman - voce (tracce 3, 5, 8, 11)
- Thomas Vikstrom - voce (tracce 2, 6, 9)